# جمشید لایق
جمشید لایق (زاده ۱ فروردین ۱۳۱۰ در تهران – درگذشته ۲۱ آبان ۱۳۸۸ در تهران) بازیگر ایرانی بود. او در کارهای کارگردانانی همچون عباس جوانمرد، علی نصیریان، حمید سمندریان، بهرام بیضایی، داریوش مهرجویی و علی حاتمی بازی کرده است. لایق از مکرّرترین بازیگران بیضایی بود.

## زندگی
جمشید لایق در سال ۱۳۱۰ در یکی از محله‌های قدیمی تهران زاده شد. او پس از دریافت مدرک دیپلم ادبی و دیپلم هنرستان هنرپیشگی در سال ۱۳۳۲ به گروه هنر ملی پیوست. او از سال ۱۳۳۳ تا ۱۳۳۴ دوره بازیگری و کارگردانی تئاتر را در آمریکا گذراند. پس از بازگشت به ایران در سال ۱۳۳۸ در اداره هنرهای دراماتیک به‌کار مشغول شد. لایق در سال ۱۳۵۳ در مقطع لیسانس رشته کارگردانی و بازیگری در دانشگاه تهران به تحصیل پرداخت. او در ایران و دیگر کشورهای دنیا با گروه‌های هنری مختلفی همکاری کرد. وی همچنین در دانشگاه آزاد اسلامی تدریس می‌کرد. از مهم‌ترین نقش‌آفرینی‌های وی بازی در نقش قلی خان در سریال روزی روزگاری است. لایق موفق به کسب درجه دکترای هنری از وزارت فرهنگ و ارشاد اسلامی گردیده‌است.
در اولین جشن بازیگران سینمای ایران از او تقدیر شد که او از علی نصیریان به خاطر هدایت او به سمت تئاتر تشکر کرد.
از تئاترهای مهم او بازی در نقش «کور» در نمایش پهلوان اکبر می‌میرد (۱۳۴۴) و بازی در نقش «میان آقا» در نمایش میراث (آذر ماه ۱۳۴۶) کارِ بهرام بیضایی در تالار ۲۵ شهریور بود.

## درگذشت
جمشید لایق در سن ۷۸ سالگی، پس از یک ماه اقامت در مرکز قلب تهران، در شامگاه پنجشنبه ۲۱ آبان سال ۱۳۸۸ به دلیل ایست قلبی درگذشت.

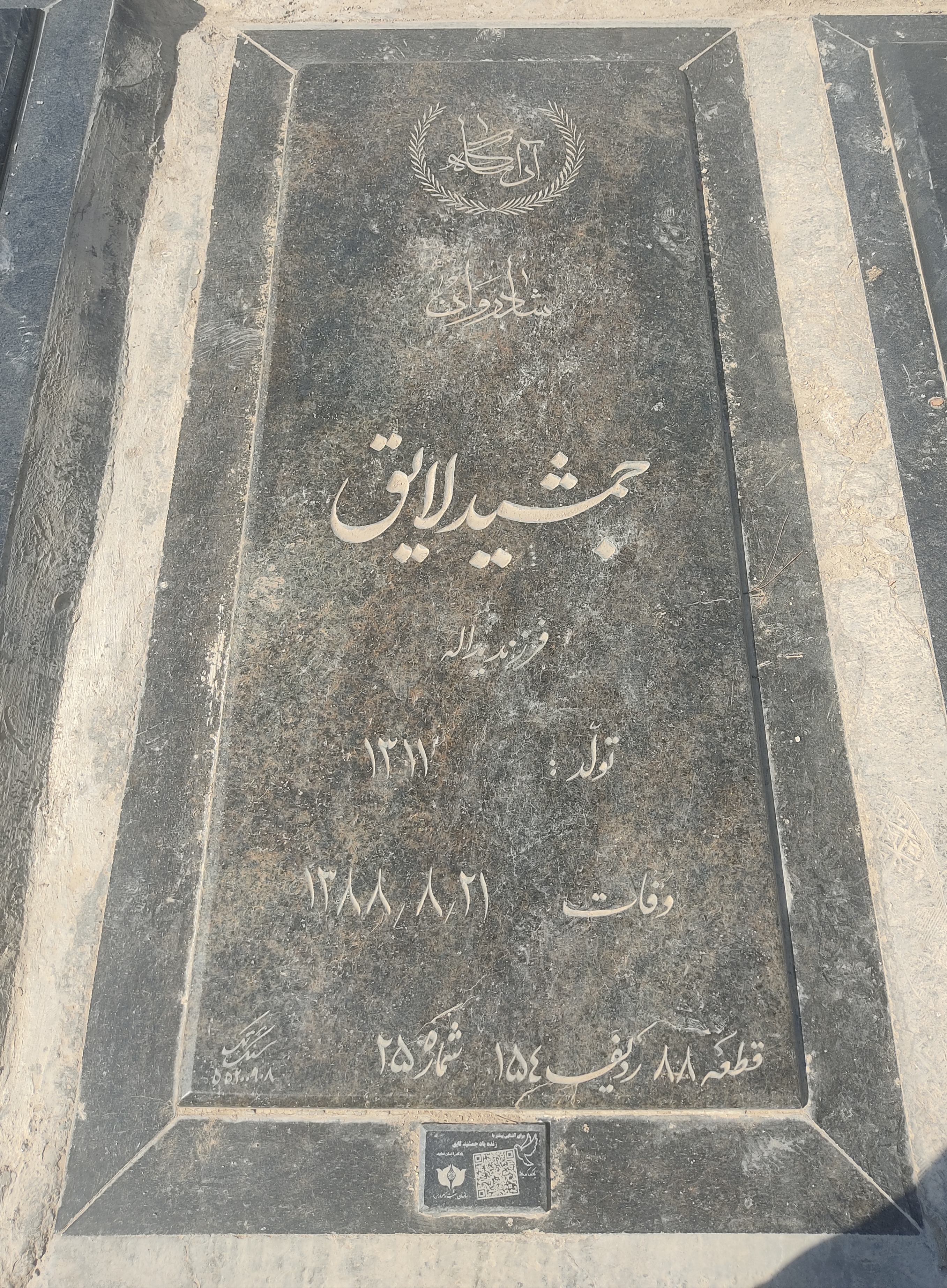
قبر جمشید لایق در قطعه هنرمندان بهشت زهرا

## آثار

### سینما
1. ۱۳۷۹ - سگ‌کشی (بهرام بیضایی)
2. ۱۳۷۸ - تهران روزگار نو (علی حاتمی)
3. ۱۳۷۶ - آن سوی آینه (محمدرضا اعلامی)
4. ۱۳۷۶ - تابلویی برای عشق (حسینعلی لیالستانی)
5. ۱۳۷۵ - متهم (کریم آتشی)
6. ۱۳۷۴ - براده‌های خورشید (محمدحسین حقیقی)
7. ۱۳۷۴ - ماه و خورشید (محمدحسین حقیقی)
8. ۱۳۷۰ - مسافران (بهرام بیضایی)
9. ۱۳۶۹ - در آرزوی ازدواج (اصغر هاشمی)
10. ۱۳۶۸ - خواستگاری (مهدی فخیم‌زاده)
11. ۱۳۶۸ - بازی تمام شد (مهدی صباغ‌زاده)
12. ۱۳۶۷ - شاخه‌های بید (امرالله احمدجو)
13. ۱۳۶۶ - خارج از محدوده (رخشان بنی‌اعتماد)
14. ۱۳۶۶ - سیمرغ (اکبر صادقی)
15. ۱۳۶۶ - شاید وقتی دیگر (بهرام بیضایی)
16. ۱۳۶۶ - شناسایی (محمدرضا اعلامی)
17. ۱۳۶۶ - محکومین (ناصر محمدی)
18. ۱۳۶۶ - محموله (سیروس الوند)
19. ۱۳۶۵ - ترنج (محمدرضا اعلامی)
20. ۱۳۶۵ - روزهای انتظار (اصغر هاشمی)
21. ۱۳۶۴ - کفش‌های میرزا نوروز (محمد متوسلانی)
22. ۱۳۶۳ - سیاه راه (کوپال مشکوت)
23. ۱۳۶۰ - فصل خون (حبیب‌اله کاوش)
24. ۱۳۵۶ - کلاغ (بهرام بیضایی)
25. ۱۳۵۵ - پسر ایران از مادرش بی‌خبر است (فریدون رهنما)
26. ۱۳۵۳ - دایره مینا (داریوش مهرجویی)
27. ۱۳۵۲ - شهر قصه (منوچهر انور)
28. ۱۳۵۱ - خواستگار (علی حاتمی)
29. ۱۳۵۰ - رگبار (بهرام بیضایی)
30. ۱۳۴۹ - تجاوز (حمید مصداقی)

### تلویزیون
| سال       | نام                         | سمت          | کارگردان                | توضیحات |
| --------- | --------------------------- | ------------ | ----------------------- | --- |
| ۱۳۸۰–۱۳۸۱ | با من بمان                  | بازیگر       | حمید لبخنده             | شبکه ۳ |
| ۱۳۷۷–۱۳۷۸ | محاکمه                      | بازیگر مهمان | حسن هدایت               | شبکه ۱ |
| ۱۳۷۶      | بازی زندگی                  | بازیگر       | مجید بهشتی              | شبکه ۱ |
| ۱۳۷۴      | زیر گنبد کبود               | بازیگر       | بهمن زرین‌پور            | شبکه تهران |
| ۱۳۷۴      | علی‌آقا ۱۲۱                  | بازیگر مهمان | محمد صالح علا           | شبکه ۲ |
| ۱۳۷۴      | عیاران                      | بازیگر       | کاظم بلوچی              | |
| ۱۳۷۴      | بر سر دوراهی                | بازیگر       | مجید بهشتی              | |
| ۱۳۷۳–۱۳۷۴ | در پناه تو                  | بازیگر       | حمید لبخنده             | شبکه ۲ |
| ۱۳۷۳      | تله‌تئاتر «دشمن مردم»        | بازیگر       | رکن‌الدین خسروی          | نویسنده: «هنریک ایبسن» |
| ۱۳۷۰–۱۳۷۱ | روزی روزگاری                | بازیگر       | امرالله احمدجو          | در نقش «قلی خان» |
| ۱۳۵۸–۱۳۶۶ | هزاردستان                   | بازیگر       | علی حاتمی               | درنقش مأمور سرشماری |
| ۱۳۶۴      | بوعلی سینا                  | بازیگر       | کیهان رهگذار            | شبکه ۲؛ نسخهٔ سینمایی‌اش در سال ۱۳۶۶ عرضه شد. |
| ۱۳۶۴      | تله‌تئاتر «خانهٔ سالمندان»    | بازیگر       | رکن‌الدین خسروی          | نویسنده: «محمود استادمحمد» |
| ۱۳۶۳      | سربداران                    | بازیگر       | محمدعلی نجفی            | در نقش «ارغون‌شاه» |
| ۱۳۶۳      | تله‌تئاتر «اسکندر شاه مغلوب» | بازیگر       | داوود میرباقری          | کارگردان تلویزیونی: «امیر آقامیری» |
| ۱۳۶۰–۱۳۶۳ | افسانه سلطان و شبان         | بازیگر       | داریوش فرهنگ            | در نقش «مقام خزانه‌داری» |
| ۱۳۶۲      | تله‌تئاتر «ماه‌پنهان است»     | بازیگر       | خسرو شایسته             | کارگردان تلویزیونی: «مسعود فروتن» |
| ۱۳۶۱      | اشک تمساح                   | بازیگر       | احمد نجیب‌زاده           | شبکه ۱ |
| ۱۳۵۶      | مستنطق                      | بازیگر       | عباس جوانمرد شاپور قریب | نمایش داده نشد. |
| ۱۳۵۶      | لحظه                        | بازیگر       | محمد صالح علا           | در ۱۲۰ قسمت تهیه و پخش شد. |
| ۱۳۴۷      | تله‌تئاتر «محاق»             | بازیگر       | عباس جوانمرد            | نویسنده: «اکبر رادی» |
| ۱۳۴۷      | تله‌تئاتر «مسافران»          | بازیگر       | عباس جوانمرد            | نویسنده: «اکبر رادی» «فرزانه تأییدی» و «جمیله شیخی» هم در این نمایش تلویزیونی بازی کرده بودند. |
| ۱۳۴۷      | تله‌تئاتر «مرگ در پائیز»     | بازیگر       | عباس جوانمرد            | نویسنده: «اکبر رادی» |
| ۱۳۴۶      | تله‌تئاتر عروسکها            | بازیگر       | بهرام بیضایی            | نویسنده: «بهرام بیضایی» |
| ۱۳۴۰      | تله‌تئاتر «جراح پلاستیک»     | بازیگر       | حمید سمندریان           | نویسنده: «پیر فراری» |
| ۱۳۴۰      | تله‌تئاتر «مادموازل می‌می»    | بازیگر       | عزت‌الله انتظامی         | مرداد ماه ۱۳۴۰ پخش شد. |
| ۱۳۴۰      | تله‌تئاتر «باد سام»          | بازیگر       | عباس جوانمرد            | نویسنده: «اگوست استریندبرگ» در مرداد ماه ۱۳۴۰ پخش شد و در آن «فخری خوروش» ، «اسماعیل داورفر»، «ایرج رامین‌فر»، «نصرت پرتوی» و «عباس جوانمرد» بازی کرده بودند.                                                |
| ۱۳۳۹      | تله‌تئاتر «ویلای یوکا»       | بازیگر       | عباس جوانمرد            | نویسنده: «ایزابل شرایبر» در آبان ۱۳۳۹ پخش شد و در آن «محمدعلی کشاورز» ، «اسماعیل داورفر»، «عزت‌الله انتظامی»، «ایرج تاجبخش» ، «جمیله شیخی»، «عباس جوانمرد»، «عباس امجدی» و «علی نصیریان» هم بازی کرده بودند. |
| ۱۳۳۹      | تله‌تئاتر «منطقهٔ جنگی»       | بازیگر       | عباس جوانمرد            | نویسنده: «یوجین اونیل» مرداد ماه ۱۳۳۹ پخش شد. |
| ۱۳۳۹      | تله‌تئاتر «بعد از سی سال»    | بازیگر       | علی نصیریان             | در مرداد ۱۳۳۹ پخش شد و در آن «جمشید مشایخی» ، «علی نصیریان»، «اسماعیل شنگله»، «جمیله شیخی» و «پرویز کاردان» هم بازی کرده بودند.                                                                             |